# Torneo de Auckland 2020
El ASB Classic 2020 fue un evento de tenis de la ATP Tour 250 en su rama masculina y WTA Premier en la femenina, se disputó en Auckland (Nueva Zelanda) en el complejo ASB Tennis Centre y en cancha dura al aire libre, siendo parte de una serie de eventos que hacen de antesala al Abierto de Australia, desde el 6  hasta el 12 de enero de 2020, las mujeres y desde el 13 hasta el 19 de enero los hombres.

## Distribución de puntos
| Modalidad            | Campeón | Finalista | Semifinales | Cuartos de final | 2ª ronda | 1ª ronda | Clasificados | 2ª ronda de clasificación | 1ª ronda de clasificación |
| Individual masculino | 250     | 165       | 100         | 50               | 25       | 0        | 13           | 7                         | 0                         |
| Dobles masculino     | 250     | 150       | 90          | 45               | 20       | 0        | -            | -                         | -                         |

| Modalidad           | Campeona | Finalista | Semifinales | Cuartos de final | 2ª ronda | 1ª ronda | Clasificadas | 3ª ronda de clasificación | 2ª ronda de clasificación | 1ª ronda de clasificación |
| Individual femenino | 470      | 305       | 185         | 100              | 55       | 1        | 25           | 18                        | 13                        | 1                         |
| Dobles femenino     | 470      | 305       | 185         | 100              | -        | 1        | -            | -                         | -                         | -                         |

## Cabezas de serie

### Individuales masculino
| Tenista          | Ranking | Preclasificado |
| Fabio Fognini    | 12      | 1              |
| Denis Shapovalov | 14      | 2              |
| Karen Jachanov   | 17      | 3              |
| John Isner       | 19      | 4              |
| Benoît Paire     | 24      | 5              |
| Hubert Hurkacz   | 37      | 6              |
| Adrian Mannarino | 43      | 7              |
| Radu Albot       | 46      | 8              |

- Ranking del 6 de enero de 2020.[3]

### Dobles masculino
| Tenista                       | Ranking | Preclasificado |
| John Peers Michael Venus      | 35      | 1              |
| Mate Pavić Bruno Soares       | 38      | 2              |
| Rohan Bopanna Henri Kontinen  | 58      | 3              |
| Austin Krajicek Franko Škugor | 76      | 4              |

### Individuales femenino
| Tenista             | Ranking | Preclasificada |
| Serena Williams     | 10      | 1              |
| Petra Martić        | 15      | 2              |
| Amanda Anisimova    | 24      | 3              |
| Julia Görges        | 28      | 4              |
| Caroline Wozniacki  | 38      | 5              |
| Rebecca Peterson    | 44      | 6              |
| Jeļena Ostapenko    | 45      | 7              |
| Caroline Garcia     | 46      | 8              |
| Alison Van Uytvanck | 47      | 9              |

- Ranking del 30 de diciembre de 2019.[4]

### Dobles femenino
| Tenista                           | Ranking | Preclasificada |
| Caroline Dolehide Johanna Larsson | 95      | 1              |
| Lara Arruabarrena Renata Voráčová | 105     | 2              |
| Desirae Krawczyk Laura Siegemund  | 121     | 3              |
| Kaitlyn Christian Alexa Guarachi  | 126     | 4              |

## Campeones

### Individual masculino
Ugo Humbert venció a  Benoît Paire por 7-6(7-2), 3-6, 7-6(7-5)

### Individual femenino
Serena Williams venció a  Jessica Pegula por 6-3, 6-4

### Dobles masculino
Luke Bambridge /  Ben McLachlan vencieron a  Marcus Daniell /  Philipp Oswald por 7-6(7-3), 6-3

### Dobles femenino
Asia Muhammad /  Taylor Townsend vencieron a  Serena Williams /  Caroline Wozniacki por 6-4, 6-4